# افسانه شکارچیان
افسانه شکارچیان (به انگلیسی: The Legend Hunters) یک فیلم سینمایی اکشن چینی محصول سال ۲۰۲۵ به کارگردانی سایمون وست و لی‌ییفان است، این فیلم براساس سریالی بنام؛ شبح نور را بیرون می‌کشد. (Ghost Blowers Out the Light) ساخته ژانگ موی می‌باشد. بازیگران اصلی این فیلم ژانگ هانیو، جیانگ وو و سلینا جید هستند.
این فیلم در ۸ می ۲۰۲۵ در برزیل اکران شد. در ابتدا برای اکران در ژوئیه ۲۰۲۰ برنامه‌ریزی شده بود.

## بازیگران
- ژانگ هانیو[۳]
- جیانگ وو
- سلینا جید

## تولید
در ماه مه سال ۲۰۱۹، سایمون وست به کارگردانی دو فیلم چینی، اسکای‌فایر و افسانه شکارچیان وارد شد.

### فیلم‌برداری
فیلم‌برداری اصلی در ژوئن سال ۲۰۱۹ در چینگ‌دائو آغاز شد. فیلم‌برداری در اوت ۲۰۱۹، در روسیه به پایان رسید.